# Тимофеев, Фёдор Тимофеевич
Фёдор Тимофеевич Тимофеев (Тимухха Хĕветĕрĕ; 1 [13] февраля 1887, Ягаткино, Казанская губерния — 25 января 1941, Беломорск) — советский лингвист и педагог. Разработал правила орфографии и пунктуации чувашского языка. Автор учебников.

## Биография
Родился 1 февраля 1887 года в деревне Ягаткино Ядринского уезда. Чуваш по национальности. Окончил Симбирскую чувашскую учительскую школу (1909) и аспирантуру Яфетического института АН СССР (1928).
Начал трудовую деятельность учителем в деревне Персирланы в 1909 году, где работал в течение двух лет. С 1911 по 1915 год — преподаватель в Симбирской чувашской школе, а также ряде учебных заведений Ядрина, Симбирска и Чебоксар. С 1915 по 1918 год учительствовал в селе Абызово Ядринского уезда.
Фёдор Тимофеев первым разработал правила чувашской орфографии и пунктуации, которые были изданы как отдельные издания в 1918, 1922, 1925 годах в Казани и Чебоксарах. Тимофеев также являлся автором первых грамматических трудов на чувашском языке. В 1924 году была издана книга с разделами о фонетике, морфологии и синтаксисе. Спустя четыре года она была переиздана и легла в основу ряда последующих пособий по чувашскому языку.
Его работа «Наглядно-переводный метод преподавания русского языка в инородческих школах» (1925) стала первой в сфере методики преподавания русского языка в чувашских школах. Автор книги «Показатели чувашского хозяйства» (1925). В начале 1930-х годов подготовил два учебника чувашского языка для 1-2 и 3-4 классов. Вместе с Тимофеем Матвеевым в 1934 году издал учебник по синтаксису чувашского языка. В это же время возглавлял республиканскую терминологическую комиссию.
Некоторое время заведовал Чувашским музеем. В период с 1928 по 1934 год преподавал в Чувашском педагогическом и сельскохозяйственном институтах, являлся заведующим сектором чувашского языка в Чувашском научно-исследовательском институте. С 1934 по 1937 год был преподавателем чувашского языка при переводческих курсах Института востоковедения АН СССР в Ленинграде.
Во время сталинских репрессий был арестован 1 ноября 1937 года по обвинению в участии в подпольной организации и ведении националистической деятельности. Тимофеев 5 декабря 1937 года был осуждён тройкой НКВД по 58-й статье и приговорён к 10 годам исправительно-трудовых лагерей. Скончался 25 января 1941 года на станции Сорока в городе Беломорске Карело-Финской ССР. Реабилитирован 25 января 1956 года.

## Научные труды
1. Чăваш чĕлхийĕн крамматикĕ. Синтаксис тĕпĕсем. Ш., 1924;
2. Чăвашла çырасси. Ш., 1926;
3. Чăваш чĕлхине вĕрентмелли меттотĕк кĕнеки. Ш., 1930;
4. Чăваш чĕлхин грамматики. Морфологи. 5-мĕш вĕренӳ çулĕ. Ш., 1933 (Т.М.Матвеевпа пĕрле).
5. Тимухха Хĕветĕрĕ (Ф. Т. Тимофеев). Чăвашла çырасси / Тимухха Хĕветĕрĕ (Ф. Т. Тимофеев). – Шупашкар : Чăваш кĕнеке уйрăмĕ, 1926. – 45 с.
6. Тимухха Хӗветӗрӗ. Чӑваш пурнӑҫин хисепӗсем / Тимухха Хӗветӗрӗ. - Шупашкар: Чӑваш кӗнеке уйрӑмӗ, 1926. - 51 с.
7. Тимухха, Хӗветӗрӗ. Чӑваш чӗлхине вӗренмелли кӗнеке : граматикӑпа тӗрӗс ҫырма вӗренесси: пуҫламӑш шкул валли / Тимухха Хӗветӗрӗ. - Чӑваш патшалӑх изд–ви, 1933. - 1–мӗш пайӗ. - 48 с.
8. Тимухха, Хӗветӗрӗ Чӑваш чӗлхине вӗренмелли кӗнеке : грамматикӑпа тӗрӗс ҫырма вӗрентесси: пуҫламӑш шкул валли / Тимухха Хӗветӗрӗ. - Шупашкар: Чӑваш патшалӑх изд–ви, 1933. - 2–мӗш пайӗ. - 96 с.
9. Тимухха Хветĕрĕ. Чăваш чĕлхине вĕрентмелли меттодĕк кĕнеки [Текст] / Тимухха Хветĕрĕ, 1930. - 127 с.
10. Тимофеев, Ф. Чӑвашла тӗрӗс ҫырмалли пӑравӗлӑсем / Ф. Тимофеев. - Казань : Типо-литография Казанского университета, 1919. - 16 с.
11. Тимухха Хӗветӗрӗ. Чӑвашла ҫырма вӗренмелли кӗнеке / Тимухха Хӗветӗрӗ. - Казань : Казанское чувашское издательство, 1922. - 28 с.
12. Тимофеев, Ф. Т. Материалы к вопросу о перестройке грамматики чувашского языка / Ф, Т. Тимофеев. -Чебоксары: Чуваш. кн. изд–во, 1932. - 53 с.
13. Тимофеев, Ф. Т. Наглядно-переводный метод ведения разговорных уроков по русскому языку в инородческих училищах : изд. Казан. Губерн. Земства / Ф. Т. Тимофеев. – Казань, 1918. – 30 с.
14. Тимофеев, Ф.Т. Несколько слов о Чувашской школе. / Ф. Т. Тимофеев. – Чебоксары: Чуваш. отд-ние гос. изд-ва, 1921. - 24 с.
15. Тимофеев, Ф. Т. Русская грамматика в нацменских школах : пособие по русскому языку для техникумов и для преподавателей школ повышенного типа и I-ой ступ. турецких и финских народностей / Ф. Т. Тимофеев. – Чебоксары : Чуваш. гос. изд-во, 1930. – 175 с.